# Dwoinka rzeżączki

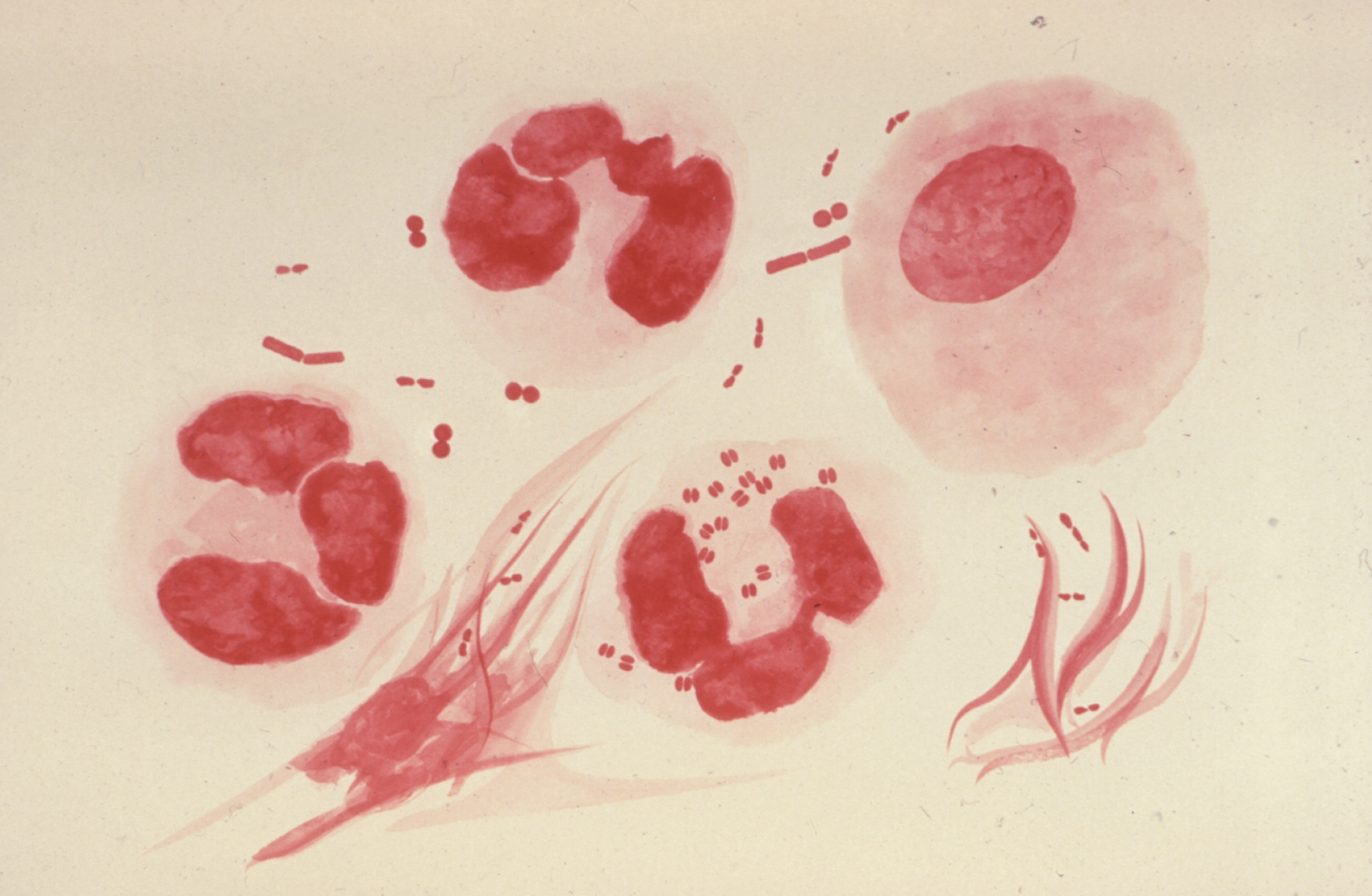
Dwoinka rzeżączki. Widać charakterystyczne dla ostrego zapalenia ułożenie bakterii wewnątrz neutrofili

Dwoinka rzeżączki, gonokok (Neisseria gonorrhoeae) – nieruchliwa, nieprzetrwalnikująca bakteria tlenowa, wywołująca jedną z chorób przenoszonych drogą płciową: rzeżączkę.

## Hodowla
Hodowla bakterii jest stosunkowo trudna – nie rosną one na zwykłych podłożach hodowlanych, tylko na wzbogaconych (agar czekoladowy, pożywka wzbogacona białkiem, podłoże Thayera-Martina). Do wzrostu należy zapewnić odpowiednie stężenie CO2 wynoszące 10% oraz odpowiednią wilgotność. Płytka, na której umieszcza się bakterie, powinna mieć już odpowiednią temperaturę; w przeciwnym razie istnieje ryzyko niepowodzenia hodowli. Bakterie nie wzrastają też przy temperaturze 24 stopni (cecha różnicująca w obrębie rodzaju). Po dłuższej hodowli przestają łączyć się w pary (dwoinki), a kolonia przybiera inne kształty (zwykle komórki pojedyncze lub tetrady).
W zapaleniu ostrym są one widoczne wewnątrz makrofagów.

## Profil biochemiczny
Podobnie jak pozostałe bakterie z rodzaju Neisseria, dwoinka rzeżączki nie jest aktywna metabolicznie. Nie fermentuje cukrów, przekształca glukozę do kwasu, bez wytwarzania gazu. Nie wytwarza H2S ani barwników.

## Chorobotwórczość
Poza rzeżączką bakteria może powodować zakażenia innych układów – dotyczy to zwłaszcza pacjentów z obniżoną odpornością. Noworodki mogą być zakażone podczas porodu przez skolonizowane matki – objawia się to najczęściej zapaleniem spojówek, które nieleczone prowadzi nawet do ślepoty.
Czynniki determinujące  zjadliwość:
- fimbrie (związane również ze zmiennością antygenową)
- pile
- brak otoczki bakteryjnej, ale charakterystyczny dla niej ujemny ładunek powierzchniowy[3]
- białka błonowe: zewnętrzne białka błonowe I i II (związane z inwazją, przyleganiem, właściwościami antyfagocytarnymi i zmiennością antygenową)
- peptydoglikan
- lipopolisacharyd
- endotoksyna
- enzymy: proteaza IgA i β-laktamaza

## Wrażliwość
Bakteria jest wrażliwa na większość antybiotyków oraz na zwykłe środki dezynfekcyjne. Ginie po kilku minutach przy temperaturze 60 stopni, podobnie nie przeżywa długo w warunkach pokojowych. Jest bardzo wrażliwa na wysychanie i światło. W ciemnym i wilgotnym środowisku (bielizna, pościel, ręczniki, gąbki) utrzymuje się przy życiu około doby. 
Wobec bakterii aktywność zachowują:
- penicyliny z inhibitorem
- cefalosporyny (poza pierwszą generacją)
- monobaktamy, karbapenemy

Wobec penicylin, makrolidów, fluorochinolonów i tetracyklin może występować oporność.
Bakteria jest wrażliwa także na minimalne stężenia azotanu srebra. Wykorzystano to w leczeniu noworodków chorych na zapalenie spojówek, wkraplając im do oka roztwór tego związku (zabieg Credégo).